# Concetta Probanza
Concetta Probanza Arrizabalaga (Villareal de Urrechua, Guipúzcoa, 1969) es una dibujante e ilustradora.

## Biografía
Tras estudiar Bellas Artes en la Universidad del País Vasco, especialidad de Artes Gráficas, profundizó en el Grabado y la Serigrafía Experimental en Arteleku.
Actualmente se dedica a la literatura y a la ilustración. Ha ilustrado libros de escritores, tanto en literatura infantil y juvenil como en poesía. En el apartado musical, ha ilustrado discos como los de Mikel Markez y Jexuxmai Lopetegi. También participa en numerosas publicaciones de Euskal Herria.También ha trabajado el cómic. Sus trabajos en este campo le han valido varios premios, entre ellos los premios Villa de Portugalete y el de INJUVE.
En 2004 publicó junto con el poeta Patxi Ezkiaga un libro artístico titulado Mahats-denboran. Ezkiaga pone voz a los dibujos de Concetta y este poemario se materializa en el diálogo entre ilustraciones y poemas.
En 2011 creó junto a la escritora Miriam Luki el espectáculo Euslandia, que combina teatro, música, pintura, filosofía y poesía. El guion del espectáculo consiste en las preguntas que el público saca de una chistera, cada una de las cuales conlleva poemas, cuentos, dibujos y canciones. Desde entonces, Probanza ha recorrido las plazas de muchos pueblos y ciudades de Euskal Herria.
En los últimos años ha colaborado con poetas y músicos de dentro y fuera de Euskal Herria, dibujando en directo en recitales y conciertos.

## Obra
Son muchos los trabajos realizados por Concetta Probanza.

### Literatura infantil y juvenil
- Istoriorik gabeko ipuin istorioduna. Iñaki Arranz. Elkar, San Sebastián (Guipúzcoa), 2015.
- Burua galdu zuen jirafa. Bertol Arrieta. Elkar, San Sebastián (Guipúzcoa), 2015.
- El peixet Federico o la història de la pipa de l’Andreu. Meritxell Cucurella-Jorba. Arola Editors, Tarragona, 2015.
- Un lápiz llamado Pencil. Cuentos para contar. Toti Martínez de Lezea. Erein, San Sebastián (Guipúzcoa), 2013.
- Sekretuaren zaporea. Ana Urkiza. Elkar, San Sebastián (Guipúzcoa), 2012.
- Lapurrak dabiltza azokan. Aitziber Etxeberria. Erein, San Sebastián (Guipúzcoa), 2010.
- ¿Qué es el amor, sino...? (Zer da, ba, maitasuna?) Miren Agur Meabe. Elkar, San Sebastián (Guipúzcoa), 2008.[7]
- Egundoko haiz, Segundo. Pello Esnal. Erein, San Sebastián (Guipúzcoa), 2005.
- Itxaso Zahar VV.AA. Kilometroak04. Gipuakozako Ikastolen Elkartea, 2004.
- Viaje al arco iris (Ortzadarrera bidaia). Koro Saavedra. Edit. Bermingham, San Sebastián (Guipúzcoa), 2003.
- Kuxkuxero press. Pako Aristi. Erein, San Sebastián (Guipúzcoa), 2003.
- Karakol Txikiren ipuinak. Karlos Zabala Oiarzabal. Erein, San Sebastián (Guipúzcoa), 2002.
- Le Tour du monde en 80 jours. Jules Verne. Erein, San Sebastián (Guipúzcoa), 2002.
- Deborah hondartza bakarti batean. Pako Aristi. Erein, San Sebastián (Guipúzcoa), 2002.
- Izurderen bidaia. Ixiar Rozas. Erein, San Sebastián (Guipúzcoa), 2001.
- Zabaldu oihala. Enkarni Genua. Erein, San Sebastián (Guipúzcoa), 2001.
- Benetako lagunen aterpea. Pako Aristi. Ibaizabal, Amorebieta-Etxano (Vizcaya), 1998.

### Poesía. Ensayo
- Bidea. Pello Añorga. Editorial Edo, San Sebastián (Guipúzcoa), 2015.
- Hay menú económico. Elena Román. La Fragua de Metáforas, Córdoba, 2015.
- Hegats 52. Euskal Idazleeen Elkartea. San Sebastián (Guipúzcoa), 2014.
- Solasaldiak. Andoni Luis Aduriz. IVAP, Vitoria (Álava), 2014.
- Hizkuntzaren keinua. VV.AA.  Euskararen Gizarte Erakundeen Kontseilua, Andoáin (Guipúzcoa), 2012.
- Euslandia. Miriam Luki. Lanku, San Sebastián (Guipúzcoa), 2011.
- Begiradak / Miradas y memorias desde el margen / Glances and memories from the fringes. VV.AA. KMK – Periferike, San Sebastián (Guipúzcoa), 2005.
- Mahats-denboran. Patxi Ezkiaga; Concetta Probanza. Autoeditado. Zarauz (Guipúzcoa), 2004.
- Solasaldiak. Bernardo Atxaga. IVAP, Vitoria (Álava), 2004.
- Bihotzak planto. José Luis Padrón. Olerti Etxea, Zarauz (Guipúzcoa), 2001.
- Hitz-erraietan. José Luis Padrón. Ayuntamiento de Villarreal de Urrechua (Guipúzcoa), 2001.
- Saber. Josune Muñoz. Skolastika, Bilbao (Vizcaya), 1999.
- Txori erratuen bilera. José Luis Padrón. Erein, San Sebastián (Guipúzcoa), 1998.

### Colaboraciones en prensa
- Revista Behinola. Denbora-pasa[10]

### Publicaciones
- A partir de 1997: Pérgola (Periódico Bilbao. Ayuntamiento de Bilbao).
- A partir de 1999: Administrazioa Euskaraz (IVAP. Gobierno vasco).
- A partir de 2012: Hitzen Uberan (www.uberan.eus).

### Discos
- Izar uxo. Jexuxmai Lopetegi. Elkar, San Sebastián (Guipúzcoa), 2009.
- Zure begiek. Mikel Markez. Elkar, San Sebastián (Guipúzcoa), 2008.
- Santi Careta Group with Juliane Heinemann. Fresh Sound New Talent, , Barcelona, 2008.
- Obertura. Santi Careta Group. Fresh Sound New Talent, Blue Sounds, Barcelona, 2006.